# 12 12 12
«12 12 12» — будущий американский криминальный телесериал, созданный Дуди Эпплтоном и Джимом Киблом. Главные роли в сериале исполнили Энтони Маки и Джейми Дорнан.
Премьера сериала состоится на стриминговой платформе Apple TV+.

## Сюжет
Сериал охватывает три отдельных этапа, связанных с ограблением в Цюрихе: 12 месяцев планирования, предшествующих ограблению, 12 часов во время самого ограбления и 12 дней после ограбления. В течение всего этого времени ФБР преследует организатора преступления по всей Европе.

## В ролях
- Энтони Маки
- Джейми Дорнан
- Джек Кези
- Кали Рейс
- Олафур Дарри Олафссон
- Агата Руссель
- Сэлли Хармсен

## Производство
Сериал «12 12 12» был создан, написан и спродюсирован Дуди Эпплтоном и Джимом Киблом, а Кари Скогланд выступила режиссером пилотного эпизода и исполнительным продюсером. Производством сериала занимаются компании Anonymous Content и Skydance Television. Энтони Маки и Джейми Дорнан были приглашены на главные роли и также станут исполнительными продюсерами. В мае 2024 года корпорация Apple приобрела права на сериал для показа на своём потоковом сервисе Apple TV+. В начале 2025 года в актёрский состав вошли Джек Кеси, Кали Рейс, Олафур Дарри Олафссон, Агата Руссель и Сэлли Хармсен.
Основные съёмки начались в мае 2025 года, съемки проходили в Будапеште и Техасе.